# VR Sm3
Die Baureihe Sm3 sind finnische Hochgeschwindigkeitszüge. Die Triebzüge basieren auf den ETR 460 der Trenitalia von Fiat Ferroviaria und wurden speziell an die Bedürfnisse der finnischen Staatsbahn VR und das Klima in Finnland angepasst.

## Geschichte
Nach der Einführung der X2-Neigezüge in Schweden wurde die Einführung der Neigetechnik in Finnland diskutiert. Die VR entschied sich für einen Triebzug, um die Achslasten so gering wie möglich zu halten. In Zusammenarbeit mit Transtech (seit 2015 Teil des tschechischen Konzerns Škoda Transportation) entwickelte Fiat Ferroviaria eine an den finnischen Winter angepasste Version des italienischen Pendolino.
Der erste von zwei Prototypen wurde Ende 1995 als Pendolino S220 in Betrieb genommen. Am 27. November 1995 begann der Einsatz der zwei Prototypen zwischen Helsinki und Turku. 1997 wurden die ersten acht Serientriebzüge bestellt, deren Auslieferung im November 2000 begann. Am 26. März 2002 bestellte die VR acht weitere Einheiten zu einem Stückpreis von 18,5 Mio. Euro. Eine Option auf zusätzliche sieben Einheiten wurde nicht mehr eingelöst.

## Technik
Die Triebzüge sind mit hydraulischer Neigetechnik ausgerüstet, der mögliche Neigewinkel beträgt 8°. Dadurch können Bögen mit um bis zu 35 % erhöhter Geschwindigkeit durchfahren werden. Die Einheiten sind für einen Einsatz im Temperaturbereich von − 40 bis + 35 °C geeignet und bestehen aus zwei Endwagen, zwei angetriebenen Mittelwagen (jeweils hinter den beiden Endwagen) und zwei nicht angetriebenen Mittelwagen. Bei den Serieneinheiten sind 309 Sitzplätze vorhanden, davon 24 im Restaurant.

## Betrieb
Die im Fahrplan als „S“ geführten Züge fahren von Helsinki über Tampere nach Oulu, über Jyväskylä nach Kuopio und über Kouvola nach Kajaani und Joensuu.
Die Neigezüge erreichen auf der 74 km langen Neubaustrecke Kerava–Lahti ihre Höchstgeschwindigkeit von 220 km/h. Zwischen Helsinki und Tampere liegt die zulässige Geschwindigkeit bei 200 km/h, auf der Strecke nach Turku zwischen 180 km/h und 200 km/h. Auf den anderen Strecken sind die Triebzüge auf 160 km/h beschränkt.

## Sm6

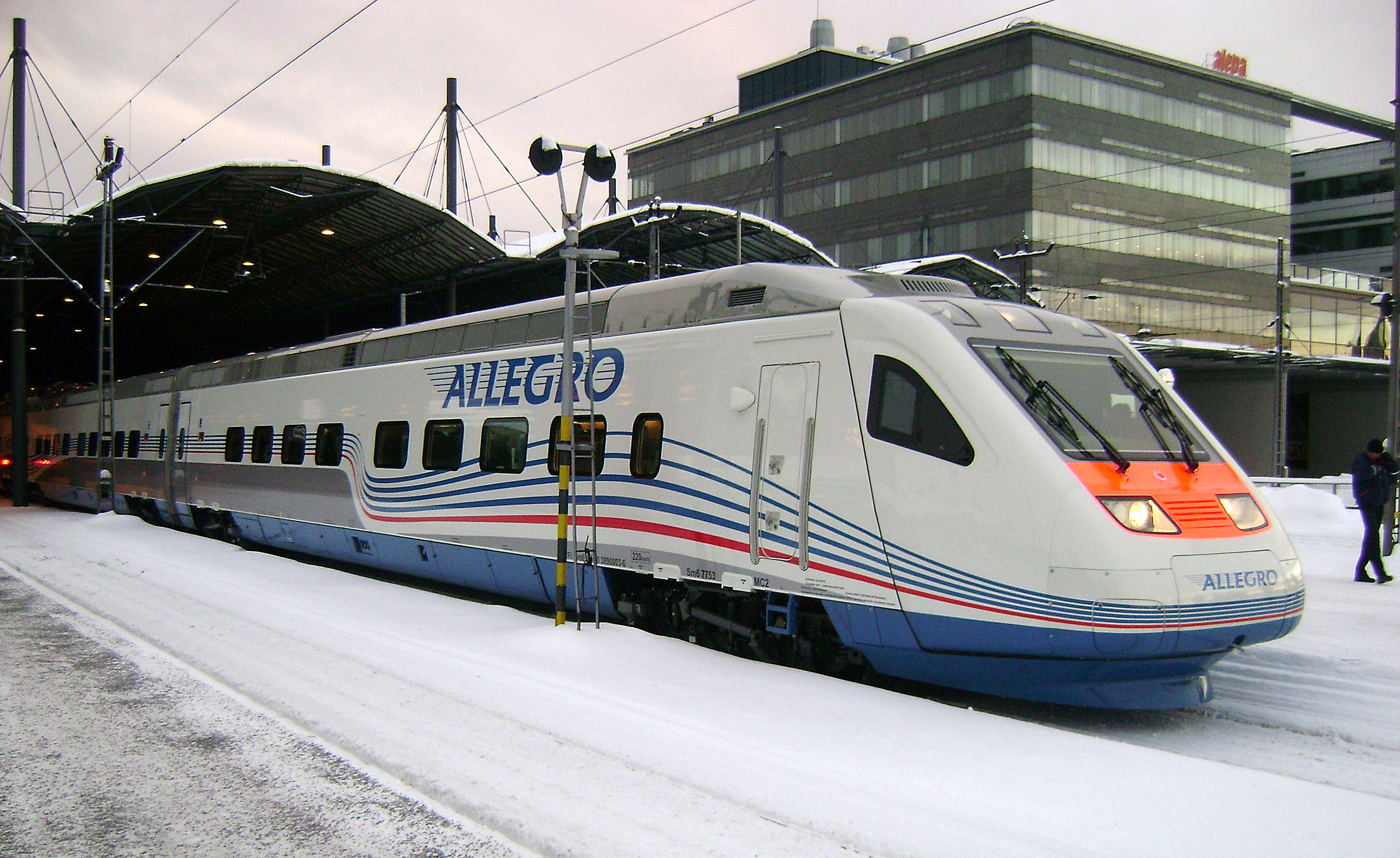
Sm6 in Helsinki

Die Einheiten der VR-Baureihe Sm6 „Allegro“ sind für den Verkehr nach St. Petersburg in Russland zweisystemfähig. Sie können sowohl im mit 25 kV Wechselspannung elektrifizierten finnischen Netz als auch mit der im Gebiet um Sankt Petersburg verbreiteten Gleichspannung von 3 kV verkehren. Die vier Einheiten bestehen aus je sieben Wagen und werden seit dem 12. Dezember 2010 auf der Strecke Helsinki – Sankt Petersburg eingesetzt.
Rein buchhalterisch sind die vier Einheiten 2022 mit einem Wert von 45 Mio. Euro abgeschrieben. Die Wartung erfolgt planmäßig, die Außenbeklebung wurde als Garantiereparatur erneuert.
Im März 2023 meldete die Ukrsalisnyzja Interesse an der Übernahme der abgestellten Fahrzeuge an. Nachdem die VR am 14. Dezember 2023 sämtliche finanziellen Verpflichtungen von Karelian Trains übernommen und die damit verbundenen Kredite zurückgezahlt hat, wurde angekündigt, dass die Züge ab 2025 im Inlandsverkehr eingesetzt werden sollen.

### Pendolino Plus
Es ist vorgesehen, die Züge ab Ende 2025 unter der Bezeichnung Pendolino Plus zwischen Helsinki und Turku sowie zwischen Helsinki und Oulu einzusetzen.
Sm6 7053 wurde am 5. November 2024 von Ilmala nach Oulu geschleppt. Die Allegro-Bänder wurden bereits in Ilmala entfernt. Die in den Inlandsverkehr einlaufenden Züge werden in der neuen Oberflächenbehandlungsanlage von VR FleetCare in Oulu lackiert und erhalten die grün-weiß-dunkelgrau-hellgraue Lackierung von VR. Dieser erste Zug sollte bis Weihnachten 2024 lackiert sein.